# Il lago maggiore/Io sto bene senza te
Il lago maggiore/Io sto bene senza te è il primo singolo da solista di Wess, dopo lo scioglimento degli Airedales, pubblicato nel 1973 dalla Durium (catalogo CN A 9333) ed estratto dall'album Wess Johnson.

## I brani

### Il lago maggiore
Il lago maggiore, versione italiana di Le Lac Majeur, è il brano presente sul lato A del disco. L'adattamento in italiano è di Claudio Daiano, mentre il testo originale è scritto da Étienne Roda-Gil e la musica è composta dallo statunitense Mort Shuman, connazionale di Wess. Gli arrangiamenti sono di Natale Massara.

### Io sto bene senza te
Io sto bene senza te è la canzone pubblicata sul lato B del disco. Il testo è di Alberto Salerno, mentre la musica e gli arrangiamenti sono di suo fratello Massimo.

## Tracce

### Lato A
1. Il lago maggiore (titolo originale: Le Lac Majeur) – 4:40 (edizioni musicali Chappell)

### Lato B
1. Io sto bene senza te – 3:21 (edizioni musicali Durium-Numero Uno)